# سباق الشاي (مسابقات)

تايبينغ وآرييل يتسابقان إلى الديار مع شاي الموسم الجديد، بريشة مونتاج داوسون

في الثلث الأوسط من القرن التاسع عشر، كانت السفن الشراعية [الإنجليزية] التي تحمل شحنات الشاي من الصين إلى بريطانيا تتنافس في سباقات غير رسمية للشاي تُعرف باسم «سباقات الشاي القادمة من الصين»، بهدف أن تكون أول سفينة ترسو في لندن محمّلة بالمحصول الجديد لكل موسم. حرص مستلمو [الإنجليزية] هذه الشحنات على الوصول إلى السوق أولاً بهذا المحصول، مما دفعهم إلى تقديم «عرض مميز» للسفينة التي تنجح في الوصول أولاً إلى لندن خلال موسم الشاي.
كانت القسط عبارة عن دفعة شحن إضافية تُدوّن في بوليصة الشحن. أبحرت أول سفينة معروفة بهذا الشرط التعاقدي، وهي السفينة فيزيون، مع قسط إضافي بلغ جنيهًا إسترلينيًا واحدًا لكل طن في عام 1854. وبحلول عام 1861، أُقرّ قسط أكثر عمومية، حيث مُنحت 10 شلنات إضافية لكل طن لأول سفينة شراعية تصل إلى لندن، وسُجل ذلك في سندات الشحن لجميع السفن التي حملت الشاي من الصين مع بداية موسم الشاي.:13 
عادةً ما تحظى السفن الشراعية السريعة بمعدلات شحن أعلى مقارنة بغيرها. مما جعل زمن الرحلة عاملًا حاسمًا في التفاوض على السعر لنقل الشحنة التالية. أول سفينة معروفة حصلت على قسط إضافي بناءً على أدائها كانت السفينة الصينية الأمريكية أورينتال، حيث تلقت 2 جنيه إسترليني و10 شلنات لكل طن أكثر من أي سفينة أخرى حملت الشاي في ذلك العام. وعلى الرغم من توقف تقديم القسط للسفن الشراعية بعد عام 1866، استمرت هذه السفن في التنافس على تحقيق أداء يضمن لها شروطًا أفضل عند التفاوض على سعر شحن رحلاتها المستقبلية.:13،72،157 

## التاريخ
كانت السلعة الرئيسية التي وعدت التجار بأرباح طائلة هي الشاي الصيني. غالبًا ما كانت هذه السلعة تُنقل على متن سفن قديمة:20-21، مما أدى إلى بقاء الشاي في الطريق لمدة تصل إلى 12 شهرًا، حيث يتعرض للرطوبة وامتصاص روائح المخزن، ما يتسبب في تعفنه وفقدان جودته وانخفاض قيمته السوقية.
في عام 1834، انتهى احتكار شركة الهند الشرقية للتجارة مع الصين. في السنوات التي تلت ذلك، استخدم تجار الشاي البريطانيون المستقلون سفن فرقاطات بلاكوول (Blackwall Frigates)، التي كانت نسخة أصغر من سفن شركة الهند الشرقية السابقة. كذلك، بُنيت بعض السفن بتصاميم أكثر انسيابية  خلال النصف الثاني من ثلاثينيات القرن التاسع عشر . كما أُعيد توجيه سفن أخرى من طرق مختلفة حيث كانت تتمتع بخصائص السفن الشراعية القصيرة.:34–35
أدى انتهاء حرب الأفيون الأولى في عام 1842 إلى فتح خمسة موانئ صينية أمام التجارة البريطانية بموجب معاهدة، مما أتاح سهولة الوصول إلى السوق الصيني. وبحلول عام 1843، استفاد التجار الأمريكيون أيضًا من هذه التغيرات، حيث بدأوا في بناء سفن شراعية تُعرف باسم "عبوات صينية" لنقل الشاي إلى الولايات المتحدة.:28
في عام 1849، أُلغيت قوانين الملاحة استنادًا إلى مبدأ التجارة الحرة، مما سمح للسفن الأمريكية بنقل الشاي إلى المملكة المتحدة، حيث كانت هذه المهمة حكرًا على السفن البريطانية. في عام 1850، حطمت السفينة الصينية الأمريكية "أورينتال" الرقم القياسي في رحلة خارجية استغرقت 81 يوماً من نيويورك إلى هونغ كونغ، مما دفع التجار البريطانيين إلى التعاقد معها لنقل الشاي إلى لندن بمعدل 6 جنيهات إسترلينية للطن مقارنة بالمعدل المعتاد البالغ 4 جنيهات إسترلينية للطن لسفن الشحن البريطانية . لاحقًا، أكملت أورينتال رحلتها من وامبوا إلى لندن في 99 يومًا، وهو إنجاز لفت أنظار الصحافة البريطانية. وعلى الرغم من هذا الإنجاز، وجدت الصحافة البريطانية بعض العزاء في أداء السفينة البريطانية جون بونيان (John Bunyan)، التي أبحرت في وقت سابق من ذلك العام من شنغهاي إلى ديل في 101 يومًا، ثم إلى لندن في 102 يوم. ومع ذلك، لم تكن المقارنة منصفة، إذ استفادت جون بونيان من ظروف الرياح الموسمية الملائمة في ذلك الموسم، مما منحها ميزة طبيعية لم تكن متاحة لأورينتال.:66-69، 70–72 
في عام 1851، بدأ بناء السفن الشراعية القصيرة في أبردين (بريطانيا العظمى، اسكتلندا)، مثل "ستورناواي" و"كريزيايت" اللتان توجهتا نحو الأميركيتين، بينما شهد عام 1852 إطلاق السفينة "تشالنجر" من حوض بناء السفن الخاص بغرين في بلاكوول، وقد بنيت وفقًا للرسومات التي طُورت على أساس القياسات من الشرق.
أُطلق على السفن الشراعية الصغيرة في الجزر البريطانية والتي كانت تسلم البضائع من الصين في غضون ثلاثة إلى أربعة أشهر، لقب «كلاب المحيط».
في عام 1856، بدأت الحرب مع الصين.
منذ عام 1860، لم يستأجر البريطانيون سفنًا بحرية أمريكية. كانت السفينة الشراعية فلاينغ كلاود [الإنجليزية] هي آخر سفينة أمريكية تحمل الشاي إلى لندن. منذ عام 1859، عندما غادرت إحدى عشرة سفينة شراعية الموانئ الصينية في نفس الوقت، بدأت سباقات الشاي تُقام بانتظام.
في الفترة ما بين 26 و28 مايو/أيار 1866، انطلقت ست عشرة سفينة شراعية من غارة على مدينة فوزهو (الصين). بعد رحلة طويلة، في 5 سبتمبر، أخذت السفينتان الشراعية القصيرتان: تايبينغ وأرييل الملاحين بفارق 10 دقائق عند مصب نهر التيمز. كان هناك الكثير من الضجيج في الصحافة حول هذا الأمر، وتقاسم مالكو السفينة تايبينغ الجائزة مع مالكي السفينة أرييل بعد حصولهما عليها. وشارك قبطان السفينة تايبينغ مكافأته الشخصية مع قبطان السفينة أرييل.
وقد جذبت سباقات الشاي اهتمام الجمهور في ذلك الوقت ونشرت على نطاق واسع في الصحف.

### قائمة جزئية للمشاركين في السباق
| اسم السفينة                | 1859 | 1861 | 1866 | 1867 | 1868 | 1869 | 1870 | 1871 | 1872 |
| -------------------------- | ---- | ---- | ---- | ---- | ---- | ---- | ---- | ---- | ---- |
| آرييل [الإنجليزية]         |      |      | 2    |      | 1    | x    |      | x    | ضائع |
| الأمير الأسود              |      |      | x    | x    |      |      |      |      |      |
| زايبا                      | x    |      |      | x    |      |      |      |      |      |
| كاتي سارك                  |      |      |      |      |      |      | x    | 3    | ضائع |
| ليندر [الإنجليزية]         |      |      |      |      |      | x    | 3    |      |      |
| ليلى                       |      |      |      |      | x    | x    | 1    |      |      |
| سيريكا [الإنجليزية]        |      |      | 3    | x    | x    | x    | x    |      |      |
| سبيندريفت                  |      |      |      |      | 2    | x    |      |      |      |
| السير لانسلوت [الإنجليزية] |      |      |      | x    | 3    | 1    |      |      | x    |
| تايبينغ [الإنجليزية]       |      |      | 1    |      | x    | x    | x    | x    |      |
| تيتسينغ [الإنجليزية]       |      |      | x    | x    |      |      | ضائع |      | 2    |
| تيتانيا                    |      |      |      |      | x    | 3    | x    | 1    | x    |
| فيري كروس [الإنجليزية]     | x    | 1    | x    |      |      |      |      |      |      |
| ثيرموبيلاي                 |      |      |      |      |      | 2    | x    | 2    | 3    |
| فولكن                      |      | x    | x    |      |      | x    | x    |      | 1    |
| فوروارد هو                 |      |      |      |      |      |      | x    | ضائع |      |
| فلايينغ سبير [الإنجليزية]  |      | x    | x    |      |      |      |      |      |      |
| شاينامان                   |      |      | x    | x    |      |      |      |      |      |
| تشالنجر                    |      |      |      |      | ضائع | ضائع |      |      |      |
| إلين روجرز                 | x    | x    |      |      |      |      |      |      |      |
| يانغتسي                    |      |      | x    | x    | x    |      |      |      |      |
| المجموع للمشاركين          | 5    | 5    | 16   | 17   | 12   | 14   | 14   | 8    | 8    |

لا يتم إدراج السفن الشراعية السريعة في الجدول إذا شاركت في أقل من سباقين
x — شارك
رقم — الترتيب
ضائع — « أرييل » خلال «سباق الشاي» التالي اختفت (مات)، ولا يُعرف أي شيء عن مصيرها، وكذلك عن مصير الطاقم.
كاتي سارك [الإنجليزية] هي السفينة الشراعية الوحيدة (عن طريق الصدفة) ذات الثلاثة صواري التي صمدت حتى يومنا هذا، وبالتالي فهي الممثل الأكثر شهرة في العالم لكوكبة السفن الشراعية، كلاب المحيط. فضل أبعادها وتصميمها وحجمها، تُعد قريبة من السفينة الشراعية العملاقة "ثيرموبيلاي". بُنيت السفينة الشراعية «كاتي سارك» في عام 1869 في حوض بناء السفن الاسكتلندي «لينتون آند سكوت» بناءً على طلب خاص من مالك السفينة جون ويليس، للمشاركة في سباقات الشاي. بلغ طول هذه السفينة ذات الصواري الثلاثة و29 شراعًا رئيسيًا 64.8 مترًا وعرضها 11.0 مترًا وغاطسها 6.4 مترًا. تحمل السفينة كاتي سارك الرقم القياسي في الإبحار على مدار 24 ساعة لمسافة 363 ميلًا، ومتوسط سرعة السفينة 17.5 عقدة.

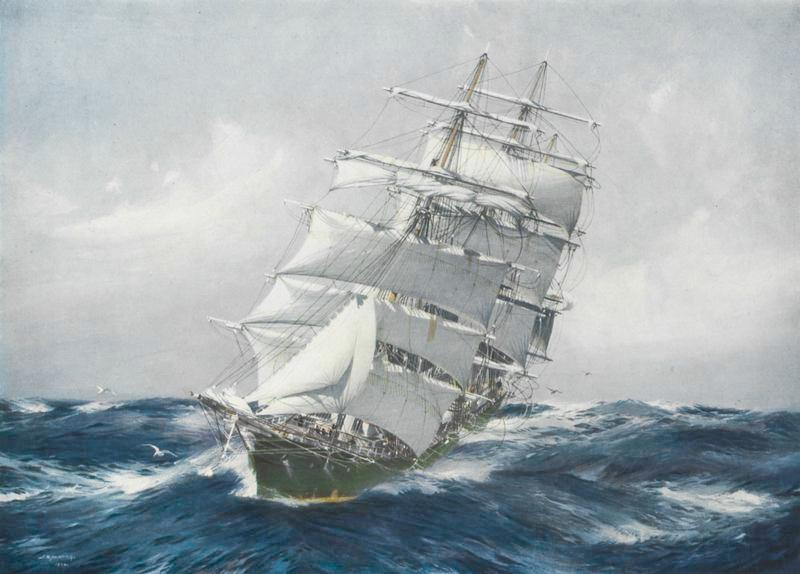
ثيرموبيلاي، سفينة شاي شراعية صنعت عام 1868

منذ عام 1870، تم تشغيل كاتي سارك على خط الشاي، ولكن النتائج المعروضة صُنفت على أنها متوسطة. كان أعلى إنجاز حققته السفينة هو المركز الثالث في سباق عام 1871، عندما لم تسمح السفينة "كاتي سارك" إلا للكلاب الأسطورية - " تيتانيا [الإنجليزية] " و" ثيرموبيلاي " بالتقدم.

### الأفول
في عام 1860، قامت السفينة البخارية "سكوتلاند" برحلتها الأولى من شانغهاي إلى هانكو .
في عام 1863، جلبت الباخرة روبرت لو بضائع من هانكو إلى لندن، وكان معظمها عبارة عن شاي. 
في عام 1866، سافرت إس إس أغاممنون [الإنجليزية] من ليفربول إلى شنغهاي في 80 يومًا وعاد في 86 يومًا. أُطلقت شقيقاتها السفينتين أجاكس وأخيل في عامي 1866 و1867 على التوالي. (شركة أوشن ستيم)
في عام 1869، افتتحت قناة السويس، وقُلصت الطريق أمام السفن البخارية بشكل كبير. في عام 1887، استغرقت الرحلة من مومباي إلى لندن بالقارب البخاري 16.5 يومًا، ومن ملبورن 35 يومًا.  لقد بدأوا في القدوم أولاً، لحمل أفضل البضائع، للحصول على المزيد من الربح. كان على المراكب الشراعية الكبيرة أن تسلك طرقًا أخرى.

## الملاحظات
1. ↑  يُذكر أن معدل الشحن العادي خلال ستينيات القرن التاسع عشر تراوح بين 3 جنيهات إسترلينية و10 شلنات إلى 5 جنيهات إسترلينية و10 شلنات للطن.
2. ↑  لزيادة سرعتها وتحقيق رحلات أسرع
3. ↑  أبرزها كانت جون أوغاونت.
4. ↑  على سبيل المثال بونانزا، مملوكة  بلـروكليبانك [الإنجليزية]
5. ↑  كان "الطن" المستخدم في سندات الشحن للسفن البريطانية والأمريكية بمثابة مقياس للحجم. في هذا الوقت، كان الطن البريطاني يُساوي 50 قدمًا مكعبًا وأو 1.4 متر مكعب الطن الأمريكي  يُساوي 40 قدمًا مكعبًا.
6. ↑  وفقًا لبعض المصادر

## الروابط الخارجية
- داش، مايك (15 ديسمبر 2011). سباق الشاي العظيم عام 1866 ، نشرته مؤسسة سميثسونيان على الإنترنت في مجلتها .
- لوبوك، باسيل (1914). كليبرز الصيني . غلاسكو: جيمس براون وأولاده.
- حصلت ثيرموبيلاي في أبردين ببناء السفن على قائمة شاملة برحلاتها.
- الموقع الرسمي
- تقييم أداء سفينة القطع الشراعية الصغيرة كاتي سارك من القرن التاسع عشر: دراسة مقارنة